# Historia de Nacimiento: Ina May Gaskin y la Granja de Parteras

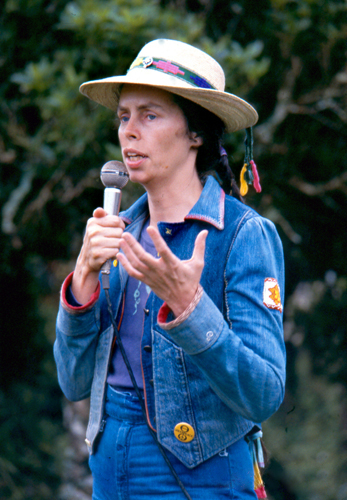

Historia de Nacimiento; Ina May Gaskin y la Granja de las Parteras (llamado originalmente en inglés Birth Story: Ina May Gaskin and the Farm Midwives), es un documental estadounidense del año 2012 sobre la partera Ina May Gaskin, cuyas directoras son Sara Lamm y Mary Wigmore. Producida por Sara Lamm, Mary Wigmore, Kate Roughan y Zachary Mortensen, tiene una duración de 94 minutos.

## Sinopsis
Con el apoyo de una colección de archivos de videos de las parteras, mezcladas con imágenes de la vida moderna de la comunidad alternativa en la que viven, este documental muestra el parto de una forma en que la mayoría de la gente jamás ha visto.
El documental comienza con Ina May Gaskin dando una charla sobre maternidad a un grupo de mujeres, haciendo el contraste en dos momentos; uno en los inicios de su carrera como Doula que se fue experimentando en el tema, mostrando sus conocimientos reunidos en su libro “Partería Espiritual”; y otro a la fecha, siendo ya una partera llena de conocimiento médico-experimental.
Ina, junto a otras parteras, se encuentran ejerciendo el parto en casa dentro de una comunidad. Como hoy en día, un tercio de los bebés en Estados Unidos nacen por vía quirúrgica (Cesárea), nos enseñan la lucha para mantener y promover las prácticas seguras y respetuosas de la maternidad. Para esa época, el cómo se llevaba a cabo el trabajo de parto y parto era muy diferente a cómo se desarrolla hoy en día; Amarradas a la cama, y con una política pública de que a toda primípara (parto de su primer hijo) se le debía realizar un fórceps, las condiciones de parto para las mujeres en esos tiempos no eran las mejores, ya que el miedo y la incomodidad invadían su proceso.
Desde la parte trasera de autobuses escolares, estos rescatistas de la obstetricia americana de la extinción, cambian la forma en que una generación se acerca al embarazo. Luego, logran establecerse en Summertown, Tennessee, al sur de los Estados Unidos. Aquí, en 1971, se crea la Granja de Parteras, donde se controlaban los embarazos y se atendían los partos a las mujeres, fueran pertenecientes a esa comunidad o no.
Con el paso del tiempo, esta comunidad fue creciendo gracias a su portal abierto, cuya única condición para vivir allí era ser campesinos voluntarios. Así también, las parteras fueron aumentando el conocimiento y la experiencia, y sumando nueva indumentaria para mejorar cada vez más los procedimientos. Esta Granja, sirvió también para entrenar a nuevas parteras y sigue funcionando hasta el día de hoy.

## Reparto
Dentro de las Parteras que podemos encontrar en esta comunidad, tenemos a:
- Deborah Flowers
- Ina May Gaskin
- Pamela Hunt
- Carol Nelson
- Joanne Santana
- Sharon Wells.